# Spoorlijn Achères - Pontoise
De Spoorlijn Achères - Pontoise is een Franse spoorlijn van Achères naar Pontoise. De lijn is 14,8 km lang en heeft als lijnnummer 338 000.

## Geschiedenis
De lijn werd aangelegd door de Compagnie des chemins de fer de l'Ouest en geopend op 15 oktober 1877.

## Treindiensten
De SNCF verzorgt het personenvervoer op dit traject met Transilien treinen.
| Serie   | Treinsoort        | Route | Bijzonderheden |
| ------- | ----------------- | --- | -------------- |
| Trans J | Transilien (SNCF) | Paris Saint-Lazare – [ Argenteuil – [ Ermont - Eaubonne ] / [ Cormeilles-en-Parisis – Conflans-Sainte-Honorine – [ Pontoise – Boissy-l'Aillerie – Gisors ] / [ Mantes-la-Jolie ] ] ] / [ Les Mureaux – Mantes-la-Jolie – Vernon - Giverny ] |                |
| Trans L | Transilien (SNCF) | Paris Saint-Lazare – Bécon-les-Bruyères – [ Nanterre-Université – Maisons-Laffitte – Cergy-le-Haut ] / [ [ La Défense – Saint-Cloud – [ Versailles-Rive-Droite ] / [ Marly-le-Roi – Saint-Nom-la-Bretèche - Forêt de Marly ] ]              |                |

### Réseau express régional
Op het traject rijdt het Réseau express régional de volgende routes:
| Serie | Treinsoort        | Route | Bijzonderheden |
| ----- | ----------------- | --- | -------------- |
| RER A | RER (SNCF / RATP) | [ [ Cergy-le-Haut – ] / [ Poissy – ] Maisons-Laffitte – ] / [ Saint-Germain-en-Laye – Rueil-Malmaison – Nanterre-Université – ] Nanterre-Préfecture – La Défense – Châtelet - Les Halles – Paris-Lyon – Vincennes – [ Fontenay-sous-Bois – La Varenne - Chennevières – Boissy-Saint-Léger ] / [ Val de Fontenay – Bry-sur-Marne – Noisy-le-Grand - Mont d’Est – Torcy – Marne-la-Vallée - Chessy ] |                |

## Aansluitingen
In de volgende plaatsen is of was er een aansluiting op de volgende spoorlijnen:
aansluiting Dieppe
RFN 340 000, spoorlijn tussen Paris-Saint-Lazare en Le Havre
RFN 966 000, spoorlijn tussen Maisons-Laffitte en Champ-de-Courses
Achères
RFN 335 300, raccordement 2J van Ambassadeurs
RFN 335 301, raccordement 2R van Ambassadeurs
RFN 335 302, raccordement 1J van Ambassadeurs
RFN 335 303, raccordement van Achères spoor 1A
RFN 335 304, raccordement van Achères spoor 2A
aansluiting Neuville
RFN 326 000, spoorlijn tussen aansluiting Neuville en Cergy-le-Haut
Éragny-Neuville
RFN 336 000, spoorlijn tussen Conflans-Sainte-Honorine en Éragny-Neuville
aansluiting Nord
RFN 337 300, raccordement van Éragny
aansluiting Pierrelaye-Ouest
RFN 337 306, raccordement van Pierrelaye
Pontoise
RFN 330 000, spoorlijn tussen Saint-Denis en Dieppe
lijn tussen Pontoise en Sagy

## Elektrische tractie
De lijn werd in 1968 geëlektrificeerd met een spanning van 25.000 volt 50 Hz.